# Flor Martino (actriz)
Flor Martino Bibolini (Asunción, Paraguay; 28 de noviembre de 1989) es una actriz y modelo paraguaya radicada en México. Ha destacado y aparecido en varios proyectos de Televisa como Mentir para vivir, Libre para amarte, Enamorándome de Ramón, Amores con trampa, Los ricos también lloran, entre otros más.

## Filmografía

### Telenovelas y series
| Año  | Telenovela                              | Personajes         |
| ---- | --------------------------------------- | ------------------ |
| 2025 | La Rosa de Guadalupe - Un Mejor Destino | Marina             |
| 2024 | Fugitivas, en busca de la libertad      | Verónica Linares   |
| 2022 | Los ricos también lloran                | Romina             |
| 2017 | Enamorándome de Ramón                   | Rebeca Montenegro  |
| 2015 | Amores con trampa                       | Francisca 'Pancha' |
| 2013 | Libre para amarte                       | Julieta            |
| 2013 | Mentir para vivir                       | /                  |
| 2013 | La mujer del Vendaval                   | Tania              |
| 2012 | Amores verdaderos                       | /                  |
| 2012 | Cachito de cielo                        | Enfermera          |

### Películas
| Año  | Película                                  | Personajes |
| ---- | ----------------------------------------- | ---------- |
| 2020 | Sueños de pasion: Una suegra muy ardiente | Violeta    |